# Gilgel Gibe
Le Gilgel Gibe (avec gilgel signifiant petit) est un affluent majeur de la plus grande Rivière Gibe au sud-ouest de l'Éthiopie, dans l'ouest de la Oromia. Il coule en arc de cercle à travers le sud de la zone Jimma, définissant une partie de la limite de la zone avec celle de la Région des nations, nationalités et peuples du Sud lorsqu'elle tourne vers le nord. Il rejoint ensuite la rivière Gibe, qui coule vers l'est, à moins de dix milles de sa propre confluence avec la rivière Omo.

## Potentiel hydroélectrique
Des projets visant à développer le potentiel hydroélectrique de la rivière Gilgel Gibe ont été annoncés pour la première fois dans les années 1980.
La construction de la Centrale électrique Gilgel Gibe I a commencé en 1986 et s'est achevée en 2004, après avoir été interrompue au début des années 1990. L'usine comprend un réservoir d'environ 0,917 kilomètres cubes créé par un barrage d'environ 40 mètres de haut. Les débits de la rivière Gilgel Gibe sont renvoyés dans le lit naturel de la rivière après avoir transformé l'énergie de l'eau en électricité grâce à une centrale électrique équipée de trois turbines Francis.
Le programme de réinstallation a nécessité le déplacement d'environ 3 000 personnes vers de nouvelles zones, y compris les personnes vivant sous ou à proximité de la ligne électrique reliant la centrale électrique à Addis-Abeba. Employant 307 expatriés de 32 pays et 4 015 habitants, la centrale a été achevée pour un coût d'environ deux milliards de birr et est devenue à l'époque la plus grande centrale électrique d'Éthiopie, avec une capacité de 184 mégawatts.
La deuxième phase du développement du potentiel hydroélectrique de Gibe-Omo a commencé avec la Centrale électrique Gilgel Gibe II sur la Rivière Omo. Les débits de la rivière Gilgel Gibe, régulés par le barrage Gilgel Gibe I, sont acheminés à travers un tunnel hydraulique de 26 km de long à travers les montagnes de Fofa jusqu'à la rivière Omo dans la vallée fluviale voisine en aval du Gilgel Gibe I. L'usine, qui produit environ 420 MW n’a pas nécessité de réinstallation. Cette deuxième phase était achevée à 97,5 % en août 2009 et sa mise en service était prévue à partir de septembre 2009.